# Cyrtostachys excelsa
Cyrtostachys excelsa är en enhjärtbladig växtart som beskrevs av Heatubun. Cyrtostachys excelsa ingår i släktet Cyrtostachys och familjen Arecaceae. Inga underarter finns listade i Catalogue of Life.